# Roger Guillemin
Roger Guillemin   (Dijon, 11 de gener de 1924 - San Diego, 21 de febrer de 2024) va ser un neurocirurgià estatunidenc d'origen francès, guardonat amb el Premi Nobel de Medicina o Fisiologia l'any 1977.

## Biografia
Va néixer l'11 de gener de 1924 a la ciutat de Dijon, població situada a la regió francesa de la Borgonya, de la qual és la capital. Va estudiar medicina a la Universitat de Lió, on es va graduar el 1949. Va ampliar estudis al Canadà estudiant al Centre de Cirurgia Experimental de Mont-real i a la universitat d'aquesta ciutat, on es doctorà l'any 1953 en fisiologia.
Posteriorment s'instal·là als Estats Units, d'on obtindria la nacionalitat l'any 1956. Fou nomenat professor de fisiologia a la Universitat Baylor i el 1970 s'incorporà a l'Institut Salk de La Jolla, població situada a l'estat de Califòrnia, centre on vaa desenvolupar tota la seva activitat de recerca.

## Recerca científica
Al costat d'Andrew Victor Schally va desenvolupar estudis sobre la hipòfisi i l'hipotàlem, del qual n'aïllaren agents químics. Així mateix van aconseguir determinar l'hormona alliberadora de la tirotropina (TRH), de l'hormona alliberadora de la gonadotropina (GnRH) i van aïllar la somatostatina i l'endorfina.
L'any 1977 ambdós científics foren guardonats amb la meitat del Premi Nobel de Medicina o Fisiologia «pels seus estudis sobre les hormones proteiques produïdes al cervell», premi que compartiren amb Rosalyn Yalow pels seus estudis sobre les hormones proteiques usant el radioimmunoassaig.